# مؤسسة جيمس بيرد
مؤسسة جيمس بيرد James Beard Foundation هي مؤسسة غير ربحية لفنون الطهي، مقرها في مدينة نيويورك في الولايات المتحدة الأمريكية.

## التسمية
سميت تكريما لجيمس بيرد، وهو كاتب غزير الإنتاج ومدرس ومؤلف لكتب الطهي، وعرف أيضا باسم عميد الطبخ الأمريكي.

## الأنشطة
تعمل المؤسسة على إقامة دروس ودورات ومسابقات في فنون الطهي، وهي تدعم أيضا وتشجع الطهاة وغيرهم من المتخصصين في هذا المجال.

## المؤسس
أسسها بيرت كمب الطالب السابق لجيمس بيرد ومؤسس معهد تعليم الطهي .

## الجوائز
تقيم المؤسسة حفلا لتوزيع جوائز «أوسكار عالم الطعام» لتكريم الطهاة والصحفيين الاستثنائيين. ويقام في يوم الاثنين الأول من شهر مايو،